# Solenn Compper
Solenn Compper (14 de marzo de 1995) es una deportista francesa que compite en atletismo. Ganó una medalla de oro en los Juegos Mediterráneos de 2022, en la prueba de 100 m vallas.